# 维莱恩·福尔曼
维莱恩·福尔曼（法語：Verlaine Faulmann，1997年5月29日—），法國女子羽毛球運動員。

## 簡歷
2014年8月，维莱恩·福尔曼出戰保加利亞羽毛球公開賽，與德尔菲娜·德尔吕合作打進女子雙打比賽四強。

## 主要比賽成績
只列出曾進入準決賽的國際賽事成績：
| 年份   | 賽事                 | 公開賽級別 | 項目     | 拍檔            | 成績   |
| ------ | -------------------- | ---------- | -------- | --------------- | ------ |
| 2014年 | 保加利亞羽毛球公開賽 | 國際系列賽 | 女子雙打 | 德尔菲娜·德尔吕 | 準決賽 |
| 2015年 | 歐洲青年羽毛球錦標賽 | 其他       | 女子雙打 | 安妮·特兰       | 亞軍   |
| 2015年 | 歐洲青年羽毛球錦標賽 | 其他       | 混合團體 | －              | 季軍   |
| 2017年 | 歐洲青年羽毛球錦標賽 | 其他       | 混合團體 | －              | 冠軍   |
| 2018年 | 斯洛伐克羽毛球公開賽 | 未來系列賽 | 女子雙打 | 玛戈特·兰伯特   | 準決賽 |

| 2007-2017年 | 首要超級賽 | 超級賽 | 黃金大獎賽 | 大獎賽 | 國際挑戰賽 | 國際系列賽 | 未來系列賽 | 其他 |

| 2018-2026年 | 總決賽 | 超級1000賽 | 超級750賽 | 超級500賽 | 超級300賽 | 超級100賽 | 國際挑戰賽 | 國際系列賽 | 未來系列賽 | 其他 |